# Berga socken, Västergötland
Berga socken i Västergötland ingick i Vadsbo härad, ingår sedan 1971 i Mariestads kommun och motsvarar från 2016 Berga distrikt.
Socknens areal är 23,59 kvadratkilometer land. År 2000 fanns här 282 invånare. Sockenkyrkan Berga kyrka ligger i socknen.

## Administrativ historik
Socknen har medeltida ursprung. 
Vid kommunreformen 1862 övergick socknens ansvar för de kyrkliga frågorna till Berga församling. För de borgerliga frågorna bildades tillsammans med Hassle socken och Färeds socken Hassle, Berga och Färeds landskommun, vilken upplöstes 1888 då för bland andra denna socken Hassle, Enåsa och Berga landskommun] bildades. Landskommunen uppgick 1952 i Hasslerörs landskommun som 1971 uppgick i Mariestads kommun. Församlingen uppgick 2004 i Lyrestads församling.
1 januari 2016 inrättades distriktet Berga, med samma omfattning som församlingen hade 1999/2000. 
Socknen har tillhört län, fögderier, tingslag och domsagor enligt vad som beskrivs i artikeln Vadsbo härad. De indelta soldaterna tillhörde Skaraborgs regemente, Norra Vadsbo kompani och Livregementets husarer, Vadsbo skvadron, Vadsbo kompani.

## Geografi
Berga socken ligger nordost om Mariestad med Vänern i väster. Socknen är en odlingsbygd med skog i väster. 

## Fornlämningar
Från järnåldern finns ett gravfält vid Säby där också en runsten står.

## Namnet
Namnet skrevs 1419 Bergom, innehåller berg och kommer från kyrkbyn som ligger på en kuperad mark.